# Montréal-la-Cluse

Montréal-la-Cluse este o comună în departamentul Ain din estul Franței.